# Bloco Nacional Popular Galego
O Bloco Nacional Popular Galego (BNPG) ou Bloco Nacional-Popular Galego (BN-PG) foi uma candidatura eleitoral galega formada pela União do Povo Galego (UPG) e a Assembleia Nacional-Popular Galega (AN-PG) com um objetivo soberanista como alternativa ao autonomismo.
A candidatura foi impulsionada pela UPG como agrupação de eleitores (figura eleitoral jurídica espanhola) para apresentar-se às eleições estatais de 1977, já que na altura nem a UPG nem a AN-PG eram legais. Nessas eleições obteve 22.771 votos (2,02% do voto galego). A candidatura, já como coligação, apresentou-se novamente às eleições estatais de 1979, obtendo 60.889 votos (5,95% do voto galego). Pelo seu lado, nas eleições municipais atingiu o seu máximo apoio eleitoral com 7,1% do voto galego, 253 membros nas câmaras municipais e presença nas principais câmaras municipais galegas.
Nos plebiscitos para a Constituição Espanhola de 1978 e para o Estatuto de Autonomia da Galiza de 1981, pediu o voto negativo, e nas eleições ao Parlamento da Galiza celebradas nesse mesmo ano de 1981 apresentou-se em coligação com o Partido Socialista Galego (PSG). A coligação obteve três deputados, dois deles para a UPG e um para o PSG.
Em 1982, após um processo de congregação de forças nacionalistas, refundou-se como Bloco Nacionalista Galego (BNG).